# Fresnois-la-Montagne
Fresnois-la-Montagne är en kommun i departementet Meurthe-et-Moselle i regionen Grand Est (tidigare regionen Lorraine) i nordöstra Frankrike. Kommunen ligger i kantonen Longuyon som tillhör arrondissementet Briey. År 2022 hade Fresnois-la-Montagne 413 invånare.

## Befolkningsutveckling
Antalet invånare i kommunen Fresnois-la-Montagne
| Referens: INSEE |